# Eugène de Pruyssenaere

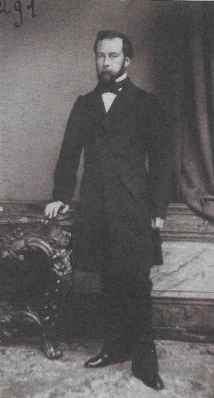
Eugène de Pruyssenaere

Eugène  Jacques Marie de Pruyssenaere (sprich preussenare) (* 7. Oktober 1826 in Ypern (Belgien); † 15. Dezember 1864 in Afrika) war ein belgischer Afrikaforscher.
Pruyssenaere wurde im Jesuitenkolleg von Aalst erzogen, studierte in Löwen Jurisprudenz und Philosophie und in Gent Naturwissenschaften, insbesondere Botanik.
Nach einer 1853 unternommenen Reise durch Südeuropa kam er 1854 über Brussa, von wo aus er die Inseln des Ägäischen Meeres besuchte, nach Kreta und betrat im nächsten Jahr bei Alexandria zum ersten Mal afrikanischen Boden. 1857 war er in Korosko und Berber; ob er diese Reise bis Khartum fortsetzte, ist ungewiss. Er ging dann zurück nach Kairo und Palästina, war aber am 23. Oktober 1858 wieder in Korosko und fuhr von 1859 bis 1864 mehrere Male den Weißen und den Blauen Nil hinauf, den letztern bis nach Fazogl, wie er auch den Sobat eine Strecke weit erforschte.
Auf einer dieser Reisen erlag er 1864 bei Karkög dem Fieber.